# زندگی واقعی

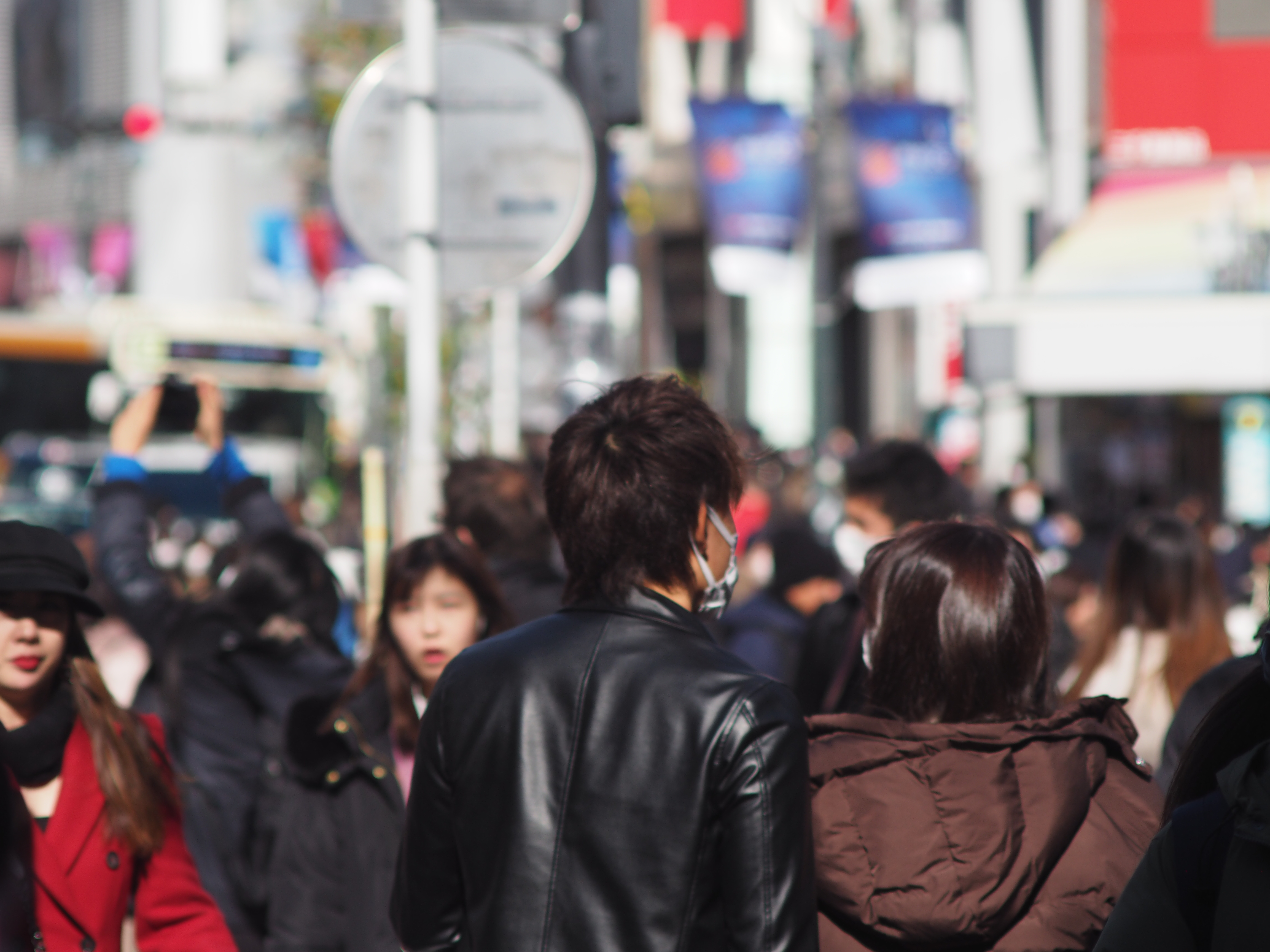
زندگی واقعی

زندگی واقعی اصطلاحی است که معمولاً به معنی زندگی بشر واقعی توسط انسان‌های حقیقی به کار می‌رود و با زندگی شخصیت‌های داستانی و مجازی در تضاد است.

## کاربرد در اینترنت
در اینترنت، زندگی واقعی به زندگی در جهان واقعیت اشاره دارد. به‌طور کلی منابع زندگی یا واقعیت اجماع در تقابل با محیط داستانی و خیال پردازی همچون واقعیت مجازی، تجربه زندگی مجازی، رؤیاها، رمان یا فیلم دیده می‌شود. در حالت برخط (آنلاین) استفاده از حروف اختصاری IRL مخفف In Real Life (در زندگی واقعی) به این معناست که: «در اینترنت نیستم».